# Maria Teresia Rafaela av Spanien

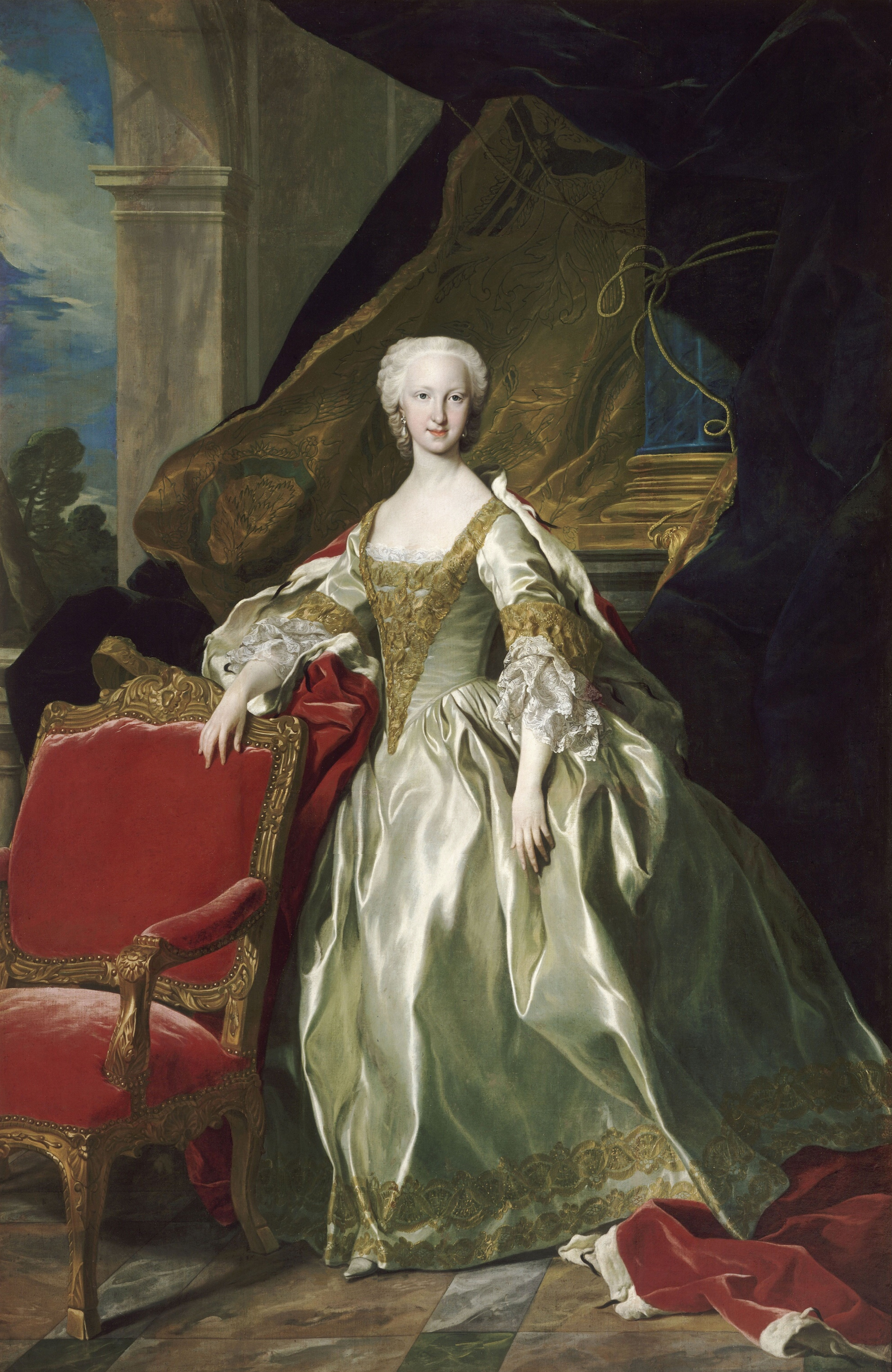
Maria Teresia av Spanien.

Maria Teresa Antonia Rafaela av Spanien, född 11 juni 1726 i Madrid i Spanien, död 22 juli 1746 i Versailles i Frankrike, spansk infantinna, var fransk kronprinsessa, gift 1745 med kronprins Ludvig av Frankrike i hans första giftermål. Hon kallades i Frankrike för Marie Thérèse Raphaëlle d'Espagne.

## Biografi
Maria Teresa var dotter till kung Filip V av Spanien och Elisabet av Parma. Äktenskapet arrangerades som ett sätt att återskapa vänliga relationer mellan de två kungahusen sedan brytningen 1725, då Ludvig XV bröt trolovningen mellan sin första trolovade, som varit spansk prinsessa. Ett äktenskap arrangerades 1739 mellan hans dotter och Maria Teresas bror, och Maria Teresa och den franske tronföljaren, men enligt överenskommelsen skulle hon stanna i Spanien tills hon blev lite äldre. 
Hon blev 18 december 1744 gift med kronprins Ludvig per ombud i Madrid och reste sedan till Frankrike, där hon gifte sig med Ludvig i person 23 februari 1745. En stor maskeradbal hölls sedan för att fira bröllopet. Äktenskapet fullbordades inte direkt, vilket ledde till dålig status för henne vid hovet. Maria Teresa beskrivs som vacker, bildad och religiös. Hon mottog kritik för sitt röda hår, och stötte sig med Ludvig XV på grund av hennes ogillande av hans förhållande med Madame de Pompadour. 
Efter en tid ska Ludvig ha blivit uppriktig förälskad i henne, och paret tillbringade snart all sin tid tillsammans. I september 1745 fullbordades äktenskapet, vilket förbättrade hennes ställning; hennes position höjdes ytterligare då hon blev gravid. Förlossningen skulle inträffa i juli 1746, men drog ut på tiden och inträffade inte förrän 19 juli 1746. Hon avled 22 juli 1746 i barnsäng. Hennes död ska ha orsakat uppriktig sorg hos maken. Barnet, dottern Marie-Thérèse, dog i april 1748.